# PP buňka

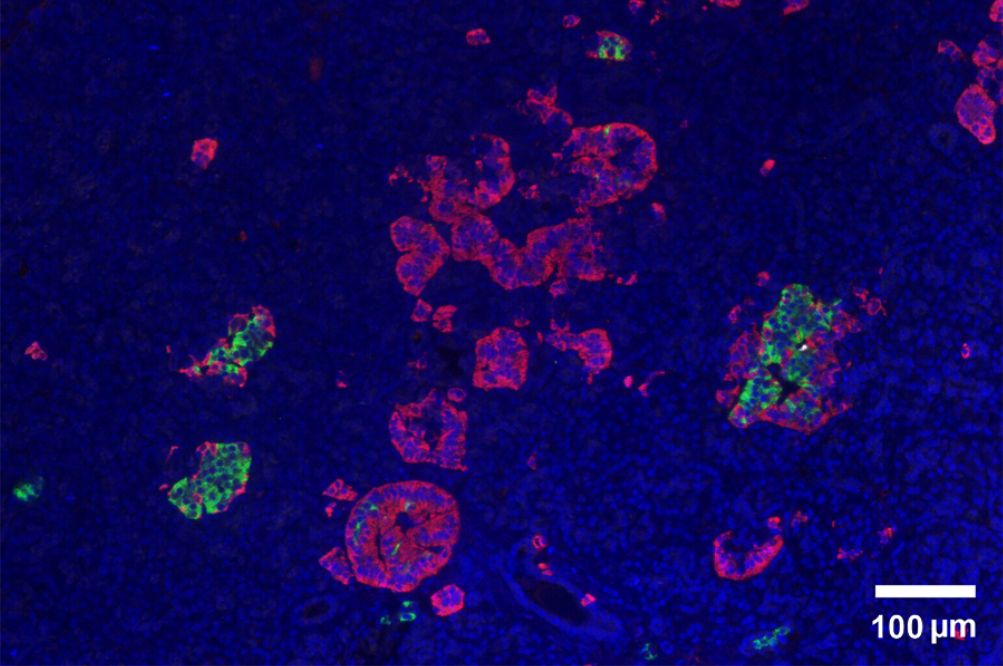
PP buňky (červeně)

Pankreatické polypeptidické buňky (PP buňky), známé také jako gamma buňky či F buňky jsou buňky v Langerhansových ostrůvcích pankreatu (slinivky břišní). Tyto buňky produkují pankreatický polypeptid, podle kterého byly pojmenovány.
Buňky obsahující pankreatický polypeptid jsou nejméně zastoupeným typem buněk Langerhansových ostrůvků slinivky (u lidí je zastoupení gamma buněk nižší než 2 %). I přes své relativně nízké zastoupení vykreslují PP buňky embryologický původ pankreatu ze dvou samostatných střevních váčků. Většina (asi 90 %) pankreatických polypeptidických buněk je koncentrována v oblasti hlavy slinivky - také známé jako PP-bohatý lalok. V průběhu embryonálního vývoje savců vzniká slinivka ze dvou váčků dvanáctníku - ventrálního (na břišní straně) a dorsálního (na hřbetní straně). V konečné fázi vývoje vytváří u lidí ventrální slinivka část oblasti známé jako hákový lalok nebo výběžek (uncinate lobe, uncinate process of pancreas), který zůstává v blízkosti dvanáctníku. Ostrůvky PP-bohatého laloku obsahují typicky jen velmi málo α-buněk, zatímco množství β-buněk je variabilní. Ve většině ostrůvků pankreatu (embryologicky vzniklých z dorsálního váčku) mají PP buňky protáhlý tvar, vyskytují se s dalšími buňkami jiného typu než beta a u člověka obklopují vlásečnice zásobující ostrůvky pankreatu.

## Morfologie a funkce[1][2][3][4]
Gamma buňky obsahují sekretorická granula, která jsou bohatá na elektrony a vždy spojená s membránou. Velikost granulí PP buněk je velice rozličná v porovnání s podobnými, ale podstatně většími a uniformními granuly alfa buněk. Sekrece pankreatického polypeptidu (PP) je nedílnou součástí osy pancreas-střevo-mozek.

## Pankreatický polypeptid (PP)[1][2][3][4]
Pankreatický polypeptid je tvořen 36 aminokyselinami. Poprvé byl popsán v roce 1974 v ptačí slinivce, později byl také objeven v savčích ostrůvcích ve specifickém buněčném typu slinivky břišní, který se lišil od do té doby známých Alfa, Beta a Delta buněk.
Peptid je produkován postprandiálně (= po jídle) a jeho produkce je regulována skrze nervus vagus (bloudivý nerv). Na více lokální úrovni je pak produkce PP regulována sítí enetrických nervů. Tento polypeptid má ve sřevě významnou funkci inhibitoru - redukuje vyprazdňování žaludku a střevní motorickou aktivitu pomocí působení na receptor Y4 (též známý jako PPYR1). Pakliže je PP infundovaný, nemá zpravidla žádný efekt na sekreci inzulinu, nicméně bylo prokázáno, že inhibuje sekreci glukagonu při nízké koncentraci glukózy prostřednictvím receptorů PPYR1 na alfa buňkách. Tento objev vede k hypotéze, že PP by mohl působit jakoregulátor sekrece v rámci ostrůvků slinivky břišní.